# Zelatractodes filipes
Zelatractodes filipes är en tvåvingeart som beskrevs av Günther Enderlein 1922. Zelatractodes filipes ingår i släktet Zelatractodes och familjen skridflugor.
Artens utbredningsområde är Peru. Inga underarter finns listade i Catalogue of Life.